# Anna von Rath
Anna von Rath (* 1988) ist eine deutsche Literaturwissenschaftlerin, Autorin und Übersetzerin.

## Leben
Anna von Rath studierte und forschte an Universitäten in Potsdam, Hyderabad, London und Kapstadt. 2019 schloss sie im Rahmen der Research Training Group Minor Cosmopolitanisms an der Universität Potsdam ihre Doktorarbeit mit dem Titel Afropolitan Encounters: Literature and Activism in London and Berlin ab, für die sie mit dem Better World Award ausgezeichnet wurde. Sie arbeitete einige Jahre als wissenschaftliche Mitarbeiterin am Institut für Anglistik und Amerikanistik an der Universität Potsdam. 2019 gründete sie mit Lucy Gasser poco.lit., eine Plattform für postkoloniale Literatur, und arbeitet seitdem als freie Übersetzerin, Autorin und Workshopleiterin. Sie äußert sich in ihrem Buch Macht Sprache: ein Manifest für mehr Gerechtigkeit und zahlreichen Artikeln, u. a. für das Goethe-Institut zu gerechter Sprache und sensiblem Übersetzen.

## Auszeichnungen
- 2022 Kultur- und Kreativpiloten[9]
- 2022 Deep Tech Award[10][11]
- 2020 Better World Award[12]

## Veröffentlichungen (Auswahl)

### Monographien
- (mit Lucy Gasser) Macht Sprache: Ein Manifest für mehr Gerechtigkeit. Berlin: Ullstein Verlag, 2024.
- Afropolitan Encounters: Literature and Activism in London and Berlin. Oxford: Peter Lang, 2022.

### Beiträge in Zeitschriften oder Sammelwerken
- "1885 - August Sabac el Cher wird auf dem Friedhof I der Dreifaltigkeitsgemeinde zu Grabe getragen". In: Berlin als postkoloniale Stadt lesen: Historische Erkundungen in Friedrichshain Kreuzberg. Hg. Natalie Bayer und Mark Terkessidis, Berlin: Verbrecher Verlag, 2022.
- "1838 - Auf dem Friedhof vor dem Halleschen Tor wird Adelbert von Chamisso bestattet" In: Berlin als postkoloniale Stadt lesen: Historische Erkundungen in Friedrichshain-Kreuzberg. Hg. Natalie Bayer und Mark Terkessidis, Berlin: Verbrecher Verlag, 2022.

### Herausgeberschaften
- (mit Lucy Gasser, Kylie Crane, Sara Morais dos Santos Bruss) The minor on the move: doing cosmopolitanism. Münster: edition assemblage, 2021.
- (mit Christoph Senft, Elisabeth Nechutnys, Lina Fricke) Just Politics? Ökokritische Perspektiven im postkolonialen Raum. Münster: Unrast Verlag, 2014.

### Übersetzungen
- Edna Bonhomme: Eingesperrt und ausgegrenzt: Armut, Ausbeutung und Rassismus – eine andere Geschichte der Medizin, Ullstein Verlag, 2025
- Francesca Ekwuyasi: Butter Honig Schwein Brot, InterKontinental Verlag, 2024
- (mehrere Übersetzer) Ibram X. Kendi: 400 Seelen, Btb, 2024
- (mehrere Übersetzer) Patricia Hill Collins: Intersektionalität als kritische Sozialtheorie, Unrast Verlag, 2023
- Ibram X. Kendi: Antiracist Baby - wie wir unsere Kinder antirassistisch erziehen, Btb, 2023
- Aimee Nezhukumatathil, Welt der Wunder, Btb, 2022